# PfalzB Blatt G092
Der Gw PfalzB 65, nach (Muster-)Blatt 092 der PfalzB(ahnen) war ein zweiachsiger, gedeckter Güterwagen (Gattungszeichen „G“) mit weniger als 7 m Ladelänge (Nebengattungszeichen „w“). Im Gegensatz zum Gw PfalzB 65 nach Blatt 090 hatte er ein Bremserhaus.

## Konstruktive Merkmale

### Untergestell
Rahmen: komplett aus Profileisen aufgebaut. Die äußeren Längsträger hatten U-Form, die offene Seite war nach außen gerichtet.
Zugeinrichtung: Schraubenkupplungen, die Zugstange war durchgehend und mittig gefedert.
Stoßeinrichtung: Die Wagen besaßen Stangenpuffer.
Laufwerk: Fachwerkachshalter, Flacheisen, kurze gerade Bauform, Gleitachslager und Radsätze mit Speichenradkörper.

### Wagenkasten
Rohbau: eisernes Gerippe des Wagenkastens aus U- und L-Profilen, sichtbar außen angebracht, flach gewölbtes Dach, hochgesetztes, beidseitig zugängliches Bremserhaus mit flachem Dach.
Ladeeinrichtung: beidseitig hölzerne Schiebetüren auf Rollen stehend und durch Kopfstangen geführt
Innenraum: im Bereich bis ca. 1,20 m waagerechte Verbretterung bis auf 40 mm Dicke, im oberen Bereich einfache Verbretterung.
Lüftung: je Wagenseite zwei vergitterte Lüftungsöffnungen, von innen mit Klappen verschließbar.